# Nicole Cherry
Nicole Cherry (* 5. prosince 1998 Bukurešť), vlastním jménem Nicoleta Janina Ghinea, je rumunská zpěvačka romského původu, která se zaměřuje na žánry reggae a pop. Proslavila se v roce 2013 singlem Memories, který vydala ve svých 14 letech a který opakovaně zazněl v rumunských radiových vysíláních.
V roce 2014 získala ocenění Zu Music Award v kategorii „Best Breakthrough Artist”.
Dne 19. května 2022 se provdala za Florina Popu, s nímž má dceru Anastasii.

## Život
Narodila se 5. prosince 1998 v Bukurešti. Jejím strýcem je Aurel Pădureanu, choť Cornelie Catangy.
O hudební kariéře snila od mládí, avšak rodiče ji nebrali příliš vážně. Když jí bylo devět let, rodiče si uvědomili její talent a přihlásili ji na hodiny zpěvu. Vystudovala střední uměleckou školu „Dinu Lipatti“ v Bukurešti.
Mladá zpěvačka přiznává, že na svých hudebních výkonech tvrdě pracovala, jak uvedla v jednom rozhovoru: „Svůj hlas jsem si vypěstovala hlavně tvrdou prací, nenarodila jsem se s ním. Každý den se dvě hodiny učím, minimálně dvě hodiny!.“ V jednom rozhovoru také uvedla, že před zahájením své kariéry ji odmítlo mnoho nahrávacích společností pod záminkou, že je příliš malá. „Dlouho jsem chtěla, už jsem to zkoušela, všichni mi říkali, že jsem malá, že jsem malá, chtěla jsem to překonat. V Americe to šlo, ale tady ne. A nakonec se mi to podařilo. Podle mě na tom nezáleželo, chtěla jsem jen zpívat, a to je všechno, a aby lidi poslouchali moji hudbu. Ani před 'Memories' se nic nedělo, bojovala jsem o to, aby mě někdo viděl, byla jsem na dně.“
Nicole Cherry obsadila hlavní roli ve filmu Romina, viața mea (2023), kde si zahrála po boku Rareșe Marișe. Byla také v obsazení filmu Legații (2022) po boku Smileyho a Augustina Viziru.

## Diskografie

### Singly

#### Hlavní umělkyně
| Rok  | Název                                             | Nejvyšší pozice | Nejvyšší pozice | Album          |
| Rok  | Název                                             | ROU             | MAR             | Album          |
| ---- | ------------------------------------------------- | --------------- | --------------- | -------------- |
| 2013 | Memories                                          | 1               | —               | —              |
| 2013 | Yes I Can                                         | —               | —               | —              |
| 2013 | Never Say Never                                   | —               | —               | —              |
| 2014 | Phenomeno                                         | 88              | —               | —              |
| 2014 | The World Is Ours (David Correy feat. Monoblanco) | —               | —               | —              |
| 2014 | Vara Mea                                          | 11              | —               | —              |
| 2014 | Fata Naivă                                        | 92              | —               | —              |
| 2015 | Până vine vineri                                  | —               | —               | —              |
| 2015 | Vive la vida (Nicole Cherry feat. Mohombi)        | —               | —               | —              |
| 2016 | Cine iubește                                      | —               | —               | —              |
| 2016 | Se poartă vara (Nicole Cherry feat. Connect-R)    | —               | —               | —              |
| 2016 | Cuvintele tale                                    | 34              | —               | —              |
| 2017 | Uneori                                            | —               | —               | —              |
| 2017 | Soy como soy (Nicole Cherry feat. Joey Montana)   | —               | 87              | —              |
| 2019 | Ceasul                                            | 79              | —               | —              |
| 2019 | Dansează Amândoi                                  | 40              | —               | —              |
| 2019 | Pop That                                          | —               | —               | —              |
| 2019 | Doctore                                           | —               | —               | —              |
| 2020 | Cine sunt eu?                                     | —               | —               | —              |
| 2020 | Mujer Latina                                      | —               | —               | —              |
| 2020 | Mă rup                                            | —               | —               | —              |
| 2021 | Scrie-mi pe suflet                                | —               | —               | —              |
| 2021 | No Te Sale (Nicole Cherry feat. Jenn Morel)       | —               | —               | —              |
| 2022 | Florile tale                                      | —               | —               | —              |
| 2022 | Ce vrea o femeie                                  | —               | —               | —              |
| 2022 | Silențios (Nicole Cherry feat. Nane)              | —               | —               | —              |
| 2022 | Alo, Alo (Nicole Cherry feat. Rareș Mariș)        | —               | —               | Romina VST OST |

#### Vedlejší umělkyně
| Rok  | Název                                                       | Nejvyšší pozice | Album            |
| Rok  | Název                                                       | ROU             | Album            |
| ---- | ----------------------------------------------------------- | --------------- | ---------------- |
| 2014 | Ne facem auziți (Vunk si Ai Nostri)                         | —               | Hituri și mituri |
| 2015 | Rezervat (Doddy feat. Nicole Cherry)                        | —               | —                |
| 2015 | Pot eu să te urăsc (Angelo feat. Nicole Cherry)             | —               | —                |
| 2018 | Grenada (JUNO feat. Nicole Cherry)                          | —               | —                |
| 2018 | S'agapao (Alama feat. Nicole Cherry x Pacha Man)            | —               | —                |
| 2018 | Esentele (Stefania feat. Nicole Cherry)                     | —               | —                |
| 2018 | Vinovat (Dorian Popa feat. Nicole Cherry)                   | —               | —                |
| 2019 | Mani Mani (Lino Golden feat. Nicole Cherry)                 | —               | —                |
| 2019 | Si Me Quieres (Akcent feat. Nicole Cherry)                  | —               | —                |
| 2019 | Aloe Vera (Shift feat. Nicole Cherry)                       | —               | —                |
| 2020 | Serenade (Edward Sanda feat. Nicole Cherry)                 | —               | —                |
| 2020 | Atât de aproape (Bogdan Medvedi x Nicole Cherry)            | —               | —                |
| 2020 | Bienvenido a Mamaia (Jimmy Dub feat. Nicole Cherry & Doddy) | —               | —                |
| 2021 | În derivă (Felix Noa feat. Nicole Cherry)                   | —               | —                |
| 2021 | Mă întorc acasă (Damian Drăghici x Nicole Cherry x Cabron)  | —               | —                |
| 2022 | Traind Visul (Skizzo Skillz feat. Nicole Cherry)            | —               | —                |
| 2022 | Fără tine (Florian Rus feat. Nicole Cherry)                 | —               | —                |

### Promoční skladby
| Rok  | Název                                                  | Album |
| ---- | ------------------------------------------------------ | ----- |
| 2014 | „Imnul Media Music Awards” (Nicole Cherry feat Blazon) | —     |
| 2015 | „Mama noastră”                                         | —     |
| 2016 | „Buburuza și Motan Noir”                               | —     |

### Jiný výskyt
| Rok  | Název              | Album |
| ---- | ------------------ | ----- |
| 2018 | „Noi în anul 2000” | —     |

### Videoklipy
| Název                | Rok  | Další umělci | Album          | Režie                 | Ref.   |
| -------------------- | ---- | ------------ | -------------- | --------------------- | ------ |
| „Memories“           | 2013 | —            | —              | Alex Ceaușu           | [ 19 ] |
| „Yes I Can”          | 2013 | —            | —              | Alex Ceaușu           | [ 20 ] |
| „Phenomeno”          | 2014 | —            | —              | Alex Ceaușu           | [ 21 ] |
| „Vara mea”           | 2014 | —            | —              | Alex Ceaușu           | [ 22 ] |
| „Fata naivă”         | 2014 | —            | —              | Iulian Moga           | [ 23 ] |
| „Până vine vineri”   | 2015 | —            | —              | Michael Adrian Mircea | [ 24 ] |
| „Vive la vida”       | 2015 | Mohombi      | —              | Alex Ceaușu           | [ 25 ] |
| „Cine iubește”       | 2016 | —            | —              | Alex Ceaușu           | [ 26 ] |
| „Se poartă vara”     | 2016 | Connect-R    | —              | Alex Ceaușu           | [ 27 ] |
| „Cuvintele tale”     | 2016 | —            | —              | Iura Luncașu          | [ 28 ] |
| Uneori”              | 2017 | —            | —              | Iura Luncașu          | [ 29 ] |
| „Soy Como Soy”       | 2017 | Joey Montana | —              | Claudiu Stan          | [ 30 ] |
| „Ceasul”             | 2018 | —            | —              | Alex Ceaușu           | [ 31 ] |
| „Dansează amândoi”   | 2018 | —            | —              | Iura Luncașu          | [ 32 ] |
| „Pop That”           | 2019 | —            | —              | Alex Ceaușu           | [ 33 ] |
| „Doctore”            | 2019 | —            | —              | Iura Luncașu          | [ 34 ] |
| „Cine sunt eu?”      | 2020 | —            | —              |                       |        |
| „Mujer Latina”       | 2020 | —            | —              |                       |        |
| „No Te Sale”         | 2021 | Jenn Morel   | —              |                       |        |
| „Scrie-mi pe suflet” | 2021 | —            | —              | Ionuț Trandafir       |        |
| „Florile tale”       | 2022 | —            | —              | Tranda                |        |
| „Ce vrea o femeie”   | 2022 | —            | —              | David Mogan           |        |
| „Silențios”          | 2022 | Nane         | —              | David Mogan           |        |
| „Alo, Alo”           | 2022 | Rareș Maris  | Romina VST OST | David Mogan           |        |

#### Vedlejší umělkyně
| Název                                                       | Rok  | Album | Režie                       | Ref.   |
| ----------------------------------------------------------- | ---- | ----- | --------------------------- | ------ |
| Rezervat (Doddy feat. Nicole Cherry)                        | 2015 | —     | Richard Stan a Claudiu Stan | [ 35 ] |
| S'agapao (Alama feat. Nicole Cherry x Pacha Man)            | 2018 | —     |                             | [ 36 ] |
| Grenada (JUNO feat. Nicole Cherry)                          | 2018 | —     | [ 37 ]                      |        |
| Esențele (STEFANIA feat. Nicole Cherry)                     | 2018 | —     | [ 38 ]                      |        |
| Vinovat (Dorian Popa feat. Nicole Cherry)                   | 2018 | —     | Dan Petcan                  | [ 39 ] |
| Mani Mani (Lino Golden feat. Nicole Cherry)                 | 2019 | —     | Ciolpan                     | [ 40 ] |
| Si Me Quieres (Akcent feat. Nicole Cherry)                  | 2019 | —     |                             |        |
| Aloe Vera (Shift feat. Nicole Cherry)                       | 2019 | —     | Criss Blaziny               |        |
| Fără tine (Florian Rus feat. Nicole Cherry)                 | 2020 | —     |                             |        |
| Atât de aproape (Bogdan Medvedi x Nicole Cherry)            | 2020 | —     | Anton Sandu                 |        |
| Bienvenido a Mamaia (Jimmy Dub feat. Nicole Cherry & Doddy) | 2020 | —     | Georgian Idriceanu          |        |
| În derivă (Felix Noa feat. Nicole Cherry)                   | 2021 | —     | Doppebeats                  |        |
| Mă întorc acasă (Damian Drăghici x Nicole Cherry x Cabron)  | 2021 | —     | Constantin Shinijikun       |        |
| Trăind Visul (Skizzo Skillz feat. Nicole Cherry)            | 2022 | —     |                             |        |
| Fără tine'& (Florian Rus feat. Nicole Cherry)               | 2022 | —     | Viky Red                    |        |

Roční žebříčky
| Rok  | Skladba        | Žebříček                | Pozice |
| ---- | -------------- | ----------------------- | ------ |
| 2013 | Memories       | Romanian Top 100        | 4      |
| 2014 | Vara Mea       | Romanian Top 100        | 32     |
| 2014 | Memories       | Romanian Top 100        | 60     |
| 2015 | Memories       | Romanian Top 100        | 94     |
| 2015 | Memories       | Romanian Top 100 Summer | 59     |
| 2015 | Rezervat       | Romanian Top 100 Summer | 50     |
| 2016 | Cine iubeste   | Romanian Top 100 Summer | 49     |
| 2016 | Cine iubeste   | Romanian Top 100        | 81     |
| 2016 | Cuvintele tale | Romanian Top 100        | 96     |
| 2016 | Se poartă vara | Romanian Top 100 Summer | 58     |